# Richard Neville, 16. jarl af Warwick
Richard Neville, 16. jarl af Warwick (født 22. november 1428, død 14. april 1471) var  en engelsk adelsmand, administrator og hærfører, kendt som kongemageren Warwick. Han var søn af Richard Neville, 5. jarl af Salisbury og en af de rigeste og mægtigste stormænd i sin tid med politiske forbindelser, der rakte uden for landets grænser. Som en af lederne i Rosekrigene, først på Huset Yorks side senere på Huset Lancasters side, spillede han en central rolle i afsætningen af to konger. Det gav ham tilnavnet kongemageren.
Gennem arv og ægteskab indtog Warwick i 1450'erne den politiske scene i England. I begyndelsen støttede han Henrik 6., men en strid om jord med Edmund Beaufort, 1. hertug af Somerset førte ham over på Richard af Yorks side, mod kongen. Fra denne konflikt havde han den strategisk vigtige stilling som kaptajn i Calais, som gavnede ham i de næste år. Den politiske konflikt brød senere ud i et åbent oprør, hvor York blev dræbt i Slaget ved Wakefield sammen med Warwicks far. Senere sejrede Yorks søn med Warwicks hjælp og lod sig krone som kong Edvard 4.. Edvard regerede i begyndelsen med Warwicks støtte, men de to blev uvenner over udenrigspolitikken og kongens valg af Elizabeth Woodville som sin dronning. Efter et mislykkedes forsøg på at sætte Edvards bror Georg, hertug af Clarence på tronen, lykkedes det Warwick at genindsætte Henrik 6. Sejren blev dog kort. Den 14. april 1471 blev Warwick besejret af Edvard i Slaget ved Barnet og dræbt.
Warwick efterlod sig ingen sønner. Den ældste af hans to døtre, Isabel, blev gift med Georg, hertug af Clarence, mens den yngste, Anne, først blev gift med Henrik 6.'s søn Edvard, som blev dræbt i Slaget ved Tewkesbury, og så med Edvard 4.'s yngste bror Richard, hertug af Gloucester, den senere Richard 3..
Warwicks betydning har længe været omdiskuteret. Historiske vurderinger spænder fra selvcentreret og ubesindig magtmenneske til offer for en utaknemmelig konges luner. Der er dog enighed om, at han i sin tid var meget populær i alle samfundslag, og at han havde evnen til at appellere til folkestemningen for politisk støtte.

## Warwicks baggrund
Neville-slægten, der stammede fra området omkring Durham i Nordengland, blev kendt i løbet af Englands krig mod Skotland i det 14.årh. I 1397 gjorde Richard 2. af England Ralph Neville til jarl af Westmorland. Ralphs søn Richard, var en yngre søn af hans andet ægteskabet og arvede derfor ikke hans jarledømme. Han gavnedes af ægteskab med arvingen til jarlen af Salisbury, hvorved Richard blev 5. jarl af Salisbury.
Salisburys søn Richard, den senere jarl af Warwick blev født den 22. november 1428. Ganske lidt vides om hans barndom. Seks år gammel blev han forlovet med Anne de Beauchamp, datter af jarlen af Warwick. Det gjorde ham til arving ikke kun af Salisbury, men også tre andre slægter.
Skæbnen gjorde hans rigdom endnu større: Arvingen til jarlen af Warwick, der havde ægtet Richard ældre søster, døde i 1446. Da søsterens datter og  arving døde i 1449, var Richard nu gennem sit ægteskab (jure uxoris) jarl af Warwick. Richards Warwick arv var dog ikke uomtvistelig. En længerevarende strid om arven fulgte, især med Edmund Beaufort, 1. hertug af Somerset, der havde ægtet en datter af Richards svigerfars første ægteskab. Striden handlede om land og ikke om titlen som jarl, da døtrene af det første ægteskab var udelukket fra arvefølgen.
I 1445 blev Richard slået til ridder, sandsynligvis ved Margaret af Anjous kroning den 22. april det år. Han er tydeligt optegnet i Henrik 6. af Englands tjeneste i 1449. Han gjorde militærtjeneste i nord med sin far og kan have deltaget i krigen mod Skotland 1448-49. Da Richard, hertug af York uden held gjorde oprør mod kongen i 1452, støttede Warwick og hans far op om Henrik 6.

## Borgerkrig
I juni 1453 modtog Somerset Glamorgan, et grevskab i det sydligste Wales, der ellers gennem arv var tilfaldet Warwick. Derfor brød en åben konflikt ud mellem de to mænd. Om sommeren samme år blev kong Henrik syg og ude af stand til at regere. Somerset, der var kongen og dronningens favorit, blev regent og fik dermed den fulde kontrol over styret. Det satte Warwick i en ugunstig position i hans strid med Somerset, og det førte ham i armene på Richard af York. I det politiske klima, der var præget af det militære nederlag i Hundredårskrigen, faldt støtten til Somerset hurtigt. Den 27. marts 1454, udnævnte en gruppe kongelige rådsmedlemmer hertugen af York til rigsforstander. York kunne nu ikke kun regne med Warwicks støtte, men også Warwicks far Salisbury, der var blevet meget dybere involveret i stridigheder med Percy-slægten i det nordlige England.
Yorks første protektorat varede ikke længe. Tidligt i 1455 blev Henrik 6. rask igen, vendte tilbage til magten på papiret, da det igen var Somerset, der besad den reelle magt. Warwick vendte tilbage til sine ejendomme, ligeså gjorde York og Salisbury, og de tre begyndte at samle tropper. På vej mod London med deres hær mødte de kongens hær ved St Albans, hvor de to hære stødte sammen. 1. slag ved St Albans blev kort og ikke særligt blodigt, men det var det første slag mellem de to huse Lancaster og York i en konflikt, der senere blev kendt som Rosekrigene. Det var også betydningsfuldt, fordi kongen blev taget til fange, og Somerset blev dræbt.
Yorks andet protektorat blev endnu kortere end hans første. I parlamentet, der mødtes i februar 1456, genindtog kongen under indflydelse af dronning Margaret, det personlige styre i riget. På dette tidspunkt havde Warwick overtaget Salisburys rolles som Yorks hovedallierede, endda ved at optræde i det samme parlament for at beskytte York fra gengældelse. Konflikten nåede også et vendepunkt i Warwicks karriere ved hans udnævnelse til kaptajn i Calais. Den post gav ham en vital magtbase i de næste år med krig. Byen Calais på kontinentet var erobret fra Frankrig i 1347 og var ikke kun af vigtig strategisk betydning, dens garnison var Englands største stående hær. Der var nogle stridspunkter i starten med garnisonen og det kongelige uldmonopol over restancebetaling, men endelig i juli 1456 overtog Warwick posten.
Efter de seneste begivenheder anså dronning Margaret stadig Warwick som en trussel mod tronen og afskar hans forsyninger. I august 1457 satte et fransk angreb på den engelske havneby Sandwich gang i frygten for en storstilet fransk invasion. Warwick fik igen midler til at beskytte garnisonen og afpatruljere den engelske kyst. I strid med hans ordre, gennemførte han en række meget succesfulde plyndringer i maj 1458 mod den castilianske flåde og den Hanseatiske flåde nogle få uger senere. Han brugte også sin tid på kontinentet på at etablere forbindelse til Karl 7. af Frankrig og Filip den Gode af Burgund. Med et solidt militært omdømme og gode internationale forbindelser bragte Warwick en del af sin garnison til England, hvor han mødte sin far og York i sommeren 1459.

## Huset Yorks triumf
.
I september 1459 krydsede Warwik over til England og rejste mod nord til Ludlow for at møde sin far, Salisbury, der kom frisk fra sin sejr over Lancasters hær i Slaget ved Blore Heath, og York. Deres samlede styrker mødte kort tid efter kongens hær i Slaget ved Ludford Bridge, hvor de blev besejret, dels fordi at Warwicks kontingent fra Calais deserterede. Det viste sig, at størstedelen af soldaterne stadig var imod at kæmpe mod kongen. Tvunget på flugt fra landet, rejste York til Dublin i Irland med sin anden søn Edmund, jarl af Rutland, mens Warwick og Salisbury sejlede til Calais sammen med Yorks ældste søn Edvard, jarl af March (den senere kong Edvard 4.). Henry Beaufort, 3. hertug af Somerset blev udpeget til at erstatte Warwick som kaptajn i Calais, men det lykkedes for York-støtterne at holde garnisonen.
I marts 1460 besøgte Warwick York i Irland for at planlægge den videre færd og vendte tilbage til Calais. Den 26. juni landede han så i Sandwich sammen med Salisbury og Edvard, og derfra red de tre nordpå til London. Salisbury fik til opgave at belejre Tower of London, mens Warwick tog Edvard med sig på jagt efter kongen. I Slaget ved Northampton den 10. juli vandt York-hæren en stor sejr, mange Lancaster ledere blev dræbt, og kong Henrik blev taget til fange.
I september ankom York fra Irland, og i Parlamenet i oktober gik hertugen direkte hen til tronen og lagde sin hånd på den. Denne handling, der betegnede en tronraner, efterlod medlemmerne i chok. Det er uklart om Warwick havde kendskab til Yorks planer, men det antages, at det var aftalt mellem dem i Irland den foregående marts. Det stod imidlertid hurtigt klart, at dette magtskifte var uacceptabelt for stormændene i Parlamentet, og et kompromis blev aftalt. "Act of Accord" af 31. oktober 1460 erklærede, at Henrik 6. skulle forblive konge til sine dages ende, og at hans søn Edvard blev gjort arveløs. I stedet skulle York følge kongen og være rigsforstander.
Denne løsning passede ingen af parterne, og en fortsættelse af konflikten var uundgåelig. Den 30. december blev York, samt hans søn Edmund og Warwicks yngre bror Thomas dræbt i Slaget ved Wakefield. Salisbury blev henrettet dagen efter. Warwick marcherede nordpå for at møde fjenden, men blev besejret i 2. slag ved St Albans og tvunget på flugt. Han sluttede sig til Edvard af York, den nye York tronprætendent, der lige havde vundet en vigtig sejr i Slaget ved Mortimer's Cross.
Mens dronning Margeret tøvede med sit næste træk, hastede Warwick og Edvard til London. Hovedstadens borgere var skræmt over Lancaster-hærens brutale fremfærd og sympatiserede med Huset York. Den 4. marts 1461 blev Edvard proklameret konge i en i al hast samlet forsamling. Den nye konge rejste nu mod nord for at konsolidere sin titel og mødte Lancaster-hæren ved Towton i Yorkshire. Warwick var såret i benet dagen før i Slaget ved Ferrybridge, og kan have spillet en mindre rolle i Slaget ved Towton, der fulgte. Det usædvanligt blodige slag resulterede i en komplet sejr til York-hæren. Det lykkedes dronning Margaret at flygte til Skotland med sin mand og søn. Edvard 4. vendte tilbage til sin kroning i London, mens Warwick blev i nord for at skabe fred.

## Warwick på magtens tinde
"De har blot to herskere,  M de warwick and en anden, hvis navn jeg har glemt."
Warwicks stilling efter Edvard 4.'s magtovertagelse var stærkere end før. Han havde nu arvet sin fars besiddelser, og i 1462 arvede han også sin mors og titlen jarl af Salisbury. Alt i alt gav hans besiddelser en årlig indkomst på over 7.000 pund, langt mere end andre mænd i riget, dog ikke kongen. Edvard stadfæstede Warwicks stilling som kaptajn i Calais, gjorde ham til Englands øverste admiral og steward til Hertugdømmet Lancaster og andet. Warwicks brødre nød også: John Neville, Lord Montagu, blev i 1463 gjort til opsynsmand (Warden) i East March og året efter til jarl af Northumberland. Georg Neville, biskop af Exeter, blev udpeget som kansler og i 1465 forfremmet til ærkebiskop af York.
I slutningen af 1461 var oprørene i nord slået ned, og i sommeren 1462 forhandlede Warwick en våbenstilstand med Skotland. I oktober samme år invaderede Margaret af Anjou England med tropper fra Frankrig, og det lykkedes hende at indtage Alnwick Castle og Bamburgh Castle. Warwick måtte organisere generobreingen af borgene, som var gennemført i 1463. Lederne af oprøret blev benådet og blev betroet de generobrede borge. På dette tidspunkt følte Warwick sig sikker nok til at rejse sydpå. I februar begravede han resterne af sin far og bror i Bisham Abbey, og i marts deltog han i Parlamentet i Westminster.
Samme forår vendte oprøret imidlertid tilbage i nord. Warwick vendte tilbage, men måtte overlade kontrollen over Northumberland til Lancaster partiet, og regeringen valgte i stedet at gå diplomatiske veje. Separate aftaler om våbenstilstand blev forhandlet med Skotland og Frankrig, som tillod Warwick at genindtage borgene i Northumbria, som var af Lancaster-støtter. Denne gang blev der ikke vist nåde, og omkring tredive oprørsledere blev henrettet.

## Tidlige spændinger
I forhandlingerne med franskmændene havde Warwick tilkendegivet, at kong Edvard var interesseret i en aftale om ægteskab med den franske krone, med Ludvig 11. af Frankrigs svigerinde, Bona, datter af hertugen af Savoyen. Det blev dog ikke til noget, da Edvard i september 1464 afslørede, at han allerede var gift med Elizabeth Woodville. Dette ægteskab skabte stor vrede hos Warwick. Ikke kun fordi hans planer var forpurret, men også på grund kongens hemmelighedsfulde ageren. Ægteskabet, der indgået 1. maj samme år, var først offentligheden bekendt, da Warwick havde presset Edvard om emnet på et rådsmøde, og i mellemtiden havde Warwick ubevidst narret franskmændene til at tro at kongen var seriøs omkring ægteskabsforslaget. For Edvard kan ægteskabet have været baseret på ægte kærlighed, men i det lange løb søgte han at gøre Woodwille familien til en magtfaktor uafhængig af Warwicks indflydelse.
Det var ikke nok til at skabe et komplet sammenbrud mellem de to mænd, dog holdt Warwick sig mere og mere væk fra hoffet. Warwicks bror Georges forfremmelse til ærkebiskop af York viste, at jarlen stadig var i kongens gunst. Da Henrik 6. i juni 1465 endnu en gang blev taget fange, var det Warwick det eskorterede den afsatte konge til fangenskab i Tower of London.
I foråret 1466 blev Warwick sendt til kontinentet for at forhandle med franskmændene og burgunderne. Forhandlingerne var centreret omkring et ægteskab med Edvards søster Margaret af York. Warwick støttede mere og mere diplomatiske forbindelser med Frankrig, mens Edvards svigerfar, Richard Woodville, 1. jarl Rivers, der var dnævnt til rigsskatmester, foretrak en burgundisk alliance. Det skabte en interne konflikt ved det engelske hof, og det blev ikke nemmere ved, at Edvard oktober underskrev en hemmelig traktat med Burgund og dermed tvang Warwick til at gennemføre skinforhandlinger med franskmændene. Senere blev George Neville afskediget som kansler, mens Edvard afviste at godkende ægteskabet mellem Warwicks ældste datter Isabel og sin bror Georg, hertug af Clarence. Det blev mere og mere klart, at Warwicks position ved hoffet var blevet overtaget af Rivers.
I efteråret 1467 florerede rygter om at Warwick var blevet forstående over for Lancaster-partiet, men selvom han nægtede at rejse til hoffet for at svare på disse anklager, accepterede kongen hans dementi gennem breve. I juli samme år blev det afsløret, at Warwicks stedfortræder i Calais var involveret i en Lancaster-sammensværgelse, og tidligt i 1469 blev endnu et Lancaster-komplot afsløret. Det stod nu klart, at utilfredsheden med Edvards styre var udbredt, hvad Warwick stod klar til at udnytte.

## Oprør og død
Warwick orkestrerede, mens han var væk, et oprør i Yorkshire, der blev ledet af en Robin af Redesdale. En del af Warwicks plan var at vinde Edvards bror Georg over på sin side, eventuelt med udsigten til at sætte ham på tronen. Den 19-årige Georg havde vist sig at besidde mange af de samme egenskaber som sin storebror, men var også jaloux og overambitiøs. I juli 1469 sejlede de to til Calais, hvor Georg blev gift med Isabel. Derfra vendte de tilbage til England, hvor de samlede mænd fra Kent til deres oprør i nord. I mellemtiden var kongens styrker blevet besejret i Slaget ved Edgecote Moor. I kølvandet på slaget blev jarl Rivers og hans søn John fanget og myrdet. Med sin hær besejret blev kong Edvard taget til fange af ærkebiskoppen af York. Han blev holdt fanget i Warwick Castle og i august ført nordpå til Middleham Castle. I det lange løb viste det sig dog umuligt at regere uden kongen, og den fortsatte uro tvang Warwick til at løslade Edvard i september 1469.
En foreløbig ordning i et par måneder blev indgået mellem Warwick og kongen, men da Warwicks bror blev frataget sin titel som jarl af Northumberland forhindrede det enhver chance for fuld forsoning. En fælde blev sat op for kongen, da uro i Lincolnshire førte ham nordpå, hvor han kunne blive konfronteret med Warwicks mænd. Edvard opdagede imidlertid komplottet, da en besejret oprørsleder sladrede om Warwicks og Georgs forræderi.
Warwick gav snart op og flygtede endnu en gang fra landet, sammen med Georg. Efter at være nægtet adgang til Calais, søgte de tilflugt hos Ludvig 11. i Frankrig. Louis arrangerede en forsoning mellem Warwick og Margaret af Anjou, og som en del af aftalen blev Margarets og Henrik 6.'s søn Edvard gift med Warwicks datter Anne. Aftalens formål var at genindsætte Henrik 6. på tronen. Igen startede Warwick et oprør i nord, og mens kongen var væk, landede han og Georg ved Dartmouth og Plymouth den 13. september 1470. Blandt dem, der flokkedes omkring Warwicks side, var hans bror, der var blevet frataget sin jarledømme. Denne gang virkede den fælde som blev sat for kongen. Edvard skyndte sig mod syd og blev nu omringet fra nord og syd. Den 2. oktober flygtede han til Holland. Kong Henrik var nu tilbage på tronen med Warwick som den reelle magthaver i som rigsforstander. I november i Parlamentet blev Edvard frataget alle sine besiddelser og titler, mens broren Georg blev udnævnt til hertug af York.
Nu fik konflikten international karakter. Louis 11. erklærede krig mod Burgund og hertug Karl den Dristige af Burgund svarede ved at overlade en ekspeditionsstyrke til Edvard 4., så han kunne genvinde sin trone. Den 14. marts 1471 landede Edvard i Ravenspurn i Yorkshire med jarlen af Northumberlands samtykke. Warwick ventede stadig på dronning Margaret og hendes søn Edvard, som skulle bringe forstærkninger fra Frankrig, men de blev holdt tilbage på kontinentet af dårligt vejr. Nu vendte Georg af Clarence tilbage til sin brors side, da han havde indset ulemperne ved den nye alliance med Lancaster-slægten. Georgs afhopning svækkede Warwick, der dog alligevel gik på jagt efter Edvard. Den 14. april 1471 mødtes de to hære ved Barnet. Slag blev udkæmpet i tæt tåge, og den lave sigtbarhed førte til forvirring, og Lancaster-hæren endte med at angribe sine egne. Med udsigt til nederlag forsøgte Warwick at flygte fra slagmarken, men han blev slået af sin hest og dræbt.

## Efterspil
Ligene af Warwick og broren, der også var faldet i Slaget ved Barnet, blev vist frem i Londons Saint Paul's Cathedral for knuse ethvert rygte om deres overlevelse. De blev overgivet til deres bror, ærkebiskoppen af York, og begravet i familiekrypten i Bisham Abbey ved Themsen i Berkshire. Hverken deres grave eller kirken er bevaret. Den 4. maj samme år besejrede Edvard 4. den tilbageværende Lancaster-hær under dronning Margaret og prins Edvard i Slaget ved Tewkesbury, hvor prinsen blev dræbt. Kort efter blev det annonceret, at også kong Henrik 6. var død i Tower of London. Med Huset Lancasters direkte mandslinjes uddøen kunne Edvard regere i fred indtil sin død i 1483.
Warwicks embeder blev delt mellem kong Edvards brødre, Georg, hertug af Clarence  og Richard, hertug af Gloucester, den senere Richard 3. Georg blev rigshofmester af England og statholder af Irland, mens Richard blev udnævnt til admiral og opsynsmand (Warden) til West March. Georg modtog også jarledømmerne Warwick og Salisbury. Warwicks besiddelser var blevet tabt og overtaget af kongen. Da Richard i 1472 ægtede Warwicks yngste datter Anne, udbrød der en strid mellem de to prinser om hustruernes arv. Et kompromis blev aftalt, og besiddelserne blev delt, men Georg var ikke tilfreds. I 1477 tog han atter del i et komplot mod sin bror. Denne gang kunne kongen ikke vise mildhed, og året efter blev Georg henrettet.

## Historisk vurdering
Tidlige kilder om Richard Neville, 16. jarl af Warwick falder i to kategorier. De første er de positive krøniker i de første York år, eller værker baseret herpå, bl.a. Mirrors for Magistrates (1559). I den anden kategori findes de krøniker, der blev bestilt af Edvard 4. efter Warwicks fald, såsom Historie of the arrivall of Edward IV, og de havde et mere negativt syn på Jarlen. I Mirrors portrætteres Warwick som en stor mand, elsket af folket og forrådt af den mand, som han hjalp på tronen. Det andet syn findes i Shakespeare Henrik VI trilogi: en mand drevet af stolthed og selvoptagethed, der skabte og afsatte konger efter sin vilje.
Med tiden kom et andet syn til at dominere. I det 18. og 19. århundrede fordømte historikere enhver, der havde hindret udviklingen mod et centraliseret, konstitutionelt monarki, som Warwick havde gjort i sin kamp mod Edvard. David Hume kaldte Warwick "den største, såvel som den sidste, af de magtfulde baroner, der før havde indgydt kronen ærefrygt, og gjort folket ude af stand til et normalt civilt regeringssystem". Senere skribenter har været splittet mellem beundring af nogle af Warwicks karaktertræk og fordømmelse af hans politiske handlinger. Forfatteren  Lytton fortsatte Humes tema med hans The Last of the Barons. Selv om Lytton portrætterer Warwick som en tragisk helt, der personificerer ridderlighedens idealer, var han alligevel en mand, hvis tid var forbi. I slutningen af 19. århundrede anerkendte militærhistorikeren Charles Oman Warwicks evne til at appellere til folkestemningen, men påpegede hans mangler som militærleder. Oman fandt, at Warwick var en traditionel strateg, "der ikke nåede det militær talent, som hans elev Edvard fremviste." Paul Murray Kendalls populære biografi fra 1957 havde et mere sympatisk syn på Warwick, men konkluderede stadig, at han i sidste instans blev offer for sine egene for store ambitioner.
Moderne historikere som Michael Hicks og A. J. Pollard har prøvet at se Warwick i lyset af hans samtidig, i stedet for at holde ham op mod moderne konstitutionelle idealler. De fornærmelser, som Warwick blev udsat for af kongen som Edvards hemmelige ægteskab og afvisning af diplomatiske forbindelser med Frankrig, var signifikante. Hans krav om medvirken i nationale anliggender var ikke et resultat af storhedsvanvid. Det blev bekræftet af den høje stilling han nød blandt prinserne på kontinentet. Derudover blev Warwicks sag ikke anset for uretfærdig af samtidige. Det ses af, at Warwicks popularitet var større end kongens ved det første oprørs udbrud i 1469. På den anden side: det var umuligt for Edvard at acceptere Warwicks tilstedeværelse på den politiske scene. Så længe Warwick var så magtfuld og indflydelsesrig som han var, kunne Edvard ikke fuldt ud markere sin kongelige autoritet, og et sammenstød blev uundgåeligt.

## Neville slægten
Stamtræet viser Richard Neville, jarl af Warwicks, slægt og forbindelser til husene York og Lancaster.
|                       |                       |                       |                       |                                                                                      |                                                                                      |                                                                                      |                                                                                      |                                                                                      |                                                                                      |                                     |                                     |                                                  |                                                  |                                                  |                                                  |                                                        |                                                        |                                                        |                                                        |                                                        |                                                        |                                                    |                                                    |                                                       |                                                       |                                                       |                                                       |                                                       |                                                       |                                       |                                       |                                                                                    |                                                                                    |                                                                                    |                                                                                    |                                                                                    |                                                                                    |  |  | Johan af Gent, hertug af Lancaster (1340-1399)           |                                                          |                                                          |                                                          |                                                          |                                                          |
|                       |                       |                       |                       |                                                                                      |                                                                                      |                                                                                      |                                                                                      |                                                                                      |                                                                                      |                                     |                                     |                                                  |                                                  |                                                  |                                                  |                                                        |                                                        |                                                        |                                                        |                                                        |                                                        |                                                    |                                                    |                                                       |                                                       |                                                       |                                                       |                                                       |                                                       |                                       |                                       |                                                                                    |                                                                                    |                                                                                    |                                                                                    |                                                                                    |                                                                                    |  |  |                                                          |                                                          |                                                          |                                                          |                                                          |                                                          |
|                       |                       |                       |                       |                                                                                      |                                                                                      |                                                                                      |                                                                                      |                                                                                      |                                                                                      |                                     |                                     |                                                  |                                                  |                                                  |                                                  |                                                        |                                                        |                                                        |                                                        |                                                        |                                                        |                                                    |                                                    |                                                       |                                                       |                                                       |                                                       |                                                       |                                                       |                                       |                                       |                                                                                    |                                                                                    |                                                                                    |                                                                                    |                                                                                    |                                                                                    |  |  |                                                          |                                                          |                                                          |                                                          |                                                          |                                                          |
|                       |                       |                       |                       |                                                                                      |                                                                                      |                                                                                      |                                                                                      |                                                                                      |                                                                                      |                                     |                                     |                                                  |                                                  |                                                  |                                                  |                                                        |                                                        |                                                        |                                                        |                                                        |                                                        |                                                    |                                                    | Ralph Neville, 1. jarl af Westmorland (ca. 1364-1425) | Ralph Neville, 1. jarl af Westmorland (ca. 1364-1425) | Ralph Neville, 1. jarl af Westmorland (ca. 1364-1425) | Ralph Neville, 1. jarl af Westmorland (ca. 1364-1425) | Ralph Neville, 1. jarl af Westmorland (ca. 1364-1425) | Ralph Neville, 1. jarl af Westmorland (ca. 1364-1425) |                                       |                                       | Joan Beaufort (ca. 1379-1440)                                                      | Joan Beaufort (ca. 1379-1440)                                                      | Joan Beaufort (ca. 1379-1440)                                                      | Joan Beaufort (ca. 1379-1440)                                                      | Joan Beaufort (ca. 1379-1440)                                                      | Joan Beaufort (ca. 1379-1440)                                                      |  |  | Henrik 4. (1367-1413)                                    | Henrik 4. (1367-1413)                                    | Henrik 4. (1367-1413)                                    | Henrik 4. (1367-1413)                                    | Henrik 4. (1367-1413)                                    | Henrik 4. (1367-1413)                                    |
|                       |                       |                       |                       |                                                                                      |                                                                                      |                                                                                      |                                                                                      |                                                                                      |                                                                                      |                                     |                                     |                                                  |                                                  |                                                  |                                                  |                                                        |                                                        |                                                        |                                                        |                                                        |                                                        |                                                    |                                                    | Ralph Neville, 1. jarl af Westmorland (ca. 1364-1425) | Ralph Neville, 1. jarl af Westmorland (ca. 1364-1425) | Ralph Neville, 1. jarl af Westmorland (ca. 1364-1425) | Ralph Neville, 1. jarl af Westmorland (ca. 1364-1425) | Ralph Neville, 1. jarl af Westmorland (ca. 1364-1425) | Ralph Neville, 1. jarl af Westmorland (ca. 1364-1425) |                                       |                                       | Joan Beaufort (ca. 1379-1440)                                                      | Joan Beaufort (ca. 1379-1440)                                                      | Joan Beaufort (ca. 1379-1440)                                                      | Joan Beaufort (ca. 1379-1440)                                                      | Joan Beaufort (ca. 1379-1440)                                                      | Joan Beaufort (ca. 1379-1440)                                                      |  |  | Henrik 4. (1367-1413)                                    | Henrik 4. (1367-1413)                                    | Henrik 4. (1367-1413)                                    | Henrik 4. (1367-1413)                                    | Henrik 4. (1367-1413)                                    | Henrik 4. (1367-1413)                                    |
|                       |                       |                       |                       |                                                                                      |                                                                                      |                                                                                      |                                                                                      |                                                                                      |                                                                                      |                                     |                                     |                                                  |                                                  |                                                  |                                                  |                                                        |                                                        |                                                        |                                                        |                                                        |                                                        |                                                    |                                                    |                                                       |                                                       |                                                       |                                                       |                                                       |                                                       |                                       |                                       |                                                                                    |                                                                                    |                                                                                    |                                                                                    |                                                                                    |                                                                                    |  |  |                                                          |                                                          |                                                          |                                                          |                                                          |                                                          |
|                       |                       |                       |                       |                                                                                      |                                                                                      |                                                                                      |                                                                                      |                                                                                      |                                                                                      |                                     |                                     |                                                  |                                                  |                                                  |                                                  |                                                        |                                                        |                                                        |                                                        |                                                        |                                                        |                                                    |                                                    |                                                       |                                                       |                                                       |                                                       |                                                       |                                                       |                                       |                                       |                                                                                    |                                                                                    |                                                                                    |                                                                                    |                                                                                    |                                                                                    |  |  |                                                          |                                                          |                                                          |                                                          |                                                          |                                                          |
|                       |                       |                       |                       | Richard Beauchamp, 13. jarl of Warwick (1382-1439) ···· Isabel Despenser (1400-1439) | Richard Beauchamp, 13. jarl of Warwick (1382-1439) ···· Isabel Despenser (1400-1439) | Richard Beauchamp, 13. jarl of Warwick (1382-1439) ···· Isabel Despenser (1400-1439) | Richard Beauchamp, 13. jarl of Warwick (1382-1439) ···· Isabel Despenser (1400-1439) | Richard Beauchamp, 13. jarl of Warwick (1382-1439) ···· Isabel Despenser (1400-1439) | Richard Beauchamp, 13. jarl of Warwick (1382-1439) ···· Isabel Despenser (1400-1439) |                                     |                                     |                                                  |                                                  |                                                  |                                                  | Alice Montacute, grevinde of Salisbury (ca. 1406-1462) | Alice Montacute, grevinde of Salisbury (ca. 1406-1462) | Alice Montacute, grevinde of Salisbury (ca. 1406-1462) | Alice Montacute, grevinde of Salisbury (ca. 1406-1462) | Alice Montacute, grevinde of Salisbury (ca. 1406-1462) | Alice Montacute, grevinde of Salisbury (ca. 1406-1462) |                                                    |                                                    | Richard Neville, 5. jarl af Salisbury (1400-1460)     | Richard Neville, 5. jarl af Salisbury (1400-1460)     | Richard Neville, 5. jarl af Salisbury (1400-1460)     | Richard Neville, 5. jarl af Salisbury (1400-1460)     | Richard Neville, 5. jarl af Salisbury (1400-1460)     | Richard Neville, 5. jarl af Salisbury (1400-1460)     |                                       |                                       | Cecily Neville (1415-1495) ···· Richard Plantagenet, 3. hertug of York (1411-1460) | Cecily Neville (1415-1495) ···· Richard Plantagenet, 3. hertug of York (1411-1460) | Cecily Neville (1415-1495) ···· Richard Plantagenet, 3. hertug of York (1411-1460) | Cecily Neville (1415-1495) ···· Richard Plantagenet, 3. hertug of York (1411-1460) | Cecily Neville (1415-1495) ···· Richard Plantagenet, 3. hertug of York (1411-1460) | Cecily Neville (1415-1495) ···· Richard Plantagenet, 3. hertug of York (1411-1460) |  |  | Henrik 5. (1386-1422)                                    | Henrik 5. (1386-1422)                                    | Henrik 5. (1386-1422)                                    | Henrik 5. (1386-1422)                                    | Henrik 5. (1386-1422)                                    | Henrik 5. (1386-1422)                                    |
|                       |                       |                       |                       | Richard Beauchamp, 13. jarl of Warwick (1382-1439) ···· Isabel Despenser (1400-1439) | Richard Beauchamp, 13. jarl of Warwick (1382-1439) ···· Isabel Despenser (1400-1439) | Richard Beauchamp, 13. jarl of Warwick (1382-1439) ···· Isabel Despenser (1400-1439) | Richard Beauchamp, 13. jarl of Warwick (1382-1439) ···· Isabel Despenser (1400-1439) | Richard Beauchamp, 13. jarl of Warwick (1382-1439) ···· Isabel Despenser (1400-1439) | Richard Beauchamp, 13. jarl of Warwick (1382-1439) ···· Isabel Despenser (1400-1439) |                                     |                                     |                                                  |                                                  |                                                  |                                                  | Alice Montacute, grevinde of Salisbury (ca. 1406-1462) | Alice Montacute, grevinde of Salisbury (ca. 1406-1462) | Alice Montacute, grevinde of Salisbury (ca. 1406-1462) | Alice Montacute, grevinde of Salisbury (ca. 1406-1462) | Alice Montacute, grevinde of Salisbury (ca. 1406-1462) | Alice Montacute, grevinde of Salisbury (ca. 1406-1462) |                                                    |                                                    | Richard Neville, 5. jarl af Salisbury (1400-1460)     | Richard Neville, 5. jarl af Salisbury (1400-1460)     | Richard Neville, 5. jarl af Salisbury (1400-1460)     | Richard Neville, 5. jarl af Salisbury (1400-1460)     | Richard Neville, 5. jarl af Salisbury (1400-1460)     | Richard Neville, 5. jarl af Salisbury (1400-1460)     |                                       |                                       | Cecily Neville (1415-1495) ···· Richard Plantagenet, 3. hertug of York (1411-1460) | Cecily Neville (1415-1495) ···· Richard Plantagenet, 3. hertug of York (1411-1460) | Cecily Neville (1415-1495) ···· Richard Plantagenet, 3. hertug of York (1411-1460) | Cecily Neville (1415-1495) ···· Richard Plantagenet, 3. hertug of York (1411-1460) | Cecily Neville (1415-1495) ···· Richard Plantagenet, 3. hertug of York (1411-1460) | Cecily Neville (1415-1495) ···· Richard Plantagenet, 3. hertug of York (1411-1460) |  |  | Henrik 5. (1386-1422)                                    | Henrik 5. (1386-1422)                                    | Henrik 5. (1386-1422)                                    | Henrik 5. (1386-1422)                                    | Henrik 5. (1386-1422)                                    | Henrik 5. (1386-1422)                                    |
|                       |                       |                       |                       |                                                                                      |                                                                                      |                                                                                      |                                                                                      |                                                                                      |                                                                                      |                                     |                                     |                                                  |                                                  |                                                  |                                                  |                                                        |                                                        |                                                        |                                                        |                                                        |                                                        |                                                    |                                                    |                                                       |                                                       |                                                       |                                                       |                                                       |                                                       |                                       |                                       |                                                                                    |                                                                                    |                                                                                    |                                                                                    |                                                                                    |                                                                                    |  |  |                                                          |                                                          |                                                          |                                                          |                                                          |                                                          |
|                       |                       |                       |                       |                                                                                      |                                                                                      |                                                                                      |                                                                                      |                                                                                      |                                                                                      |                                     |                                     |                                                  |                                                  |                                                  |                                                  |                                                        |                                                        |                                                        |                                                        |                                                        |                                                        |                                                    |                                                    |                                                       |                                                       |                                                       |                                                       |                                                       |                                                       |                                       |                                       |                                                                                    |                                                                                    |                                                                                    |                                                                                    |                                                                                    |                                                                                    |  |  |                                                          |                                                          |                                                          |                                                          |                                                          |                                                          |
|                       |                       |                       |                       | Anne Beauchamp, grevinde of Warwick (1426-1492)                                      | Anne Beauchamp, grevinde of Warwick (1426-1492)                                      | Anne Beauchamp, grevinde of Warwick (1426-1492)                                      | Anne Beauchamp, grevinde of Warwick (1426-1492)                                      | Anne Beauchamp, grevinde of Warwick (1426-1492)                                      | Anne Beauchamp, grevinde of Warwick (1426-1492)                                      |                                     |                                     | Richard Neville, 16. jarl af Warwick (1428-1471) | Richard Neville, 16. jarl af Warwick (1428-1471) | Richard Neville, 16. jarl af Warwick (1428-1471) | Richard Neville, 16. jarl af Warwick (1428-1471) | Richard Neville, 16. jarl af Warwick (1428-1471)       | Richard Neville, 16. jarl af Warwick (1428-1471)       |                                                        |                                                        | John Neville, 1. Markis af Montagu (ca. 1431-1471)     | John Neville, 1. Markis af Montagu (ca. 1431-1471)     | John Neville, 1. Markis af Montagu (ca. 1431-1471) | John Neville, 1. Markis af Montagu (ca. 1431-1471) | John Neville, 1. Markis af Montagu (ca. 1431-1471)    | John Neville, 1. Markis af Montagu (ca. 1431-1471)    |                                                       |                                                       | ærkebiskop George Neville (1432-1476)                 | ærkebiskop George Neville (1432-1476)                 | ærkebiskop George Neville (1432-1476) | ærkebiskop George Neville (1432-1476) | ærkebiskop George Neville (1432-1476)                                              | ærkebiskop George Neville (1432-1476)                                              |                                                                                    |                                                                                    |                                                                                    |                                                                                    |  |  | Henrik 6. (1421-1471) ···· Margaret af Anjou (1430-1482) | Henrik 6. (1421-1471) ···· Margaret af Anjou (1430-1482) | Henrik 6. (1421-1471) ···· Margaret af Anjou (1430-1482) | Henrik 6. (1421-1471) ···· Margaret af Anjou (1430-1482) | Henrik 6. (1421-1471) ···· Margaret af Anjou (1430-1482) | Henrik 6. (1421-1471) ···· Margaret af Anjou (1430-1482) |
|                       |                       |                       |                       | Anne Beauchamp, grevinde of Warwick (1426-1492)                                      | Anne Beauchamp, grevinde of Warwick (1426-1492)                                      | Anne Beauchamp, grevinde of Warwick (1426-1492)                                      | Anne Beauchamp, grevinde of Warwick (1426-1492)                                      | Anne Beauchamp, grevinde of Warwick (1426-1492)                                      | Anne Beauchamp, grevinde of Warwick (1426-1492)                                      |                                     |                                     | Richard Neville, 16. jarl af Warwick (1428-1471) | Richard Neville, 16. jarl af Warwick (1428-1471) | Richard Neville, 16. jarl af Warwick (1428-1471) | Richard Neville, 16. jarl af Warwick (1428-1471) | Richard Neville, 16. jarl af Warwick (1428-1471)       | Richard Neville, 16. jarl af Warwick (1428-1471)       |                                                        |                                                        | John Neville, 1. Markis af Montagu (ca. 1431-1471)     | John Neville, 1. Markis af Montagu (ca. 1431-1471)     | John Neville, 1. Markis af Montagu (ca. 1431-1471) | John Neville, 1. Markis af Montagu (ca. 1431-1471) | John Neville, 1. Markis af Montagu (ca. 1431-1471)    | John Neville, 1. Markis af Montagu (ca. 1431-1471)    |                                                       |                                                       | ærkebiskop George Neville (1432-1476)                 | ærkebiskop George Neville (1432-1476)                 | ærkebiskop George Neville (1432-1476) | ærkebiskop George Neville (1432-1476) | ærkebiskop George Neville (1432-1476)                                              | ærkebiskop George Neville (1432-1476)                                              |                                                                                    |                                                                                    |                                                                                    |                                                                                    |  |  | Henrik 6. (1421-1471) ···· Margaret af Anjou (1430-1482) | Henrik 6. (1421-1471) ···· Margaret af Anjou (1430-1482) | Henrik 6. (1421-1471) ···· Margaret af Anjou (1430-1482) | Henrik 6. (1421-1471) ···· Margaret af Anjou (1430-1482) | Henrik 6. (1421-1471) ···· Margaret af Anjou (1430-1482) | Henrik 6. (1421-1471) ···· Margaret af Anjou (1430-1482) |
|                       |                       |                       |                       |                                                                                      |                                                                                      |                                                                                      |                                                                                      |                                                                                      |                                                                                      |                                     |                                     |                                                  |                                                  |                                                  |                                                  |                                                        |                                                        |                                                        |                                                        |                                                        |                                                        |                                                    |                                                    |                                                       |                                                       |                                                       |                                                       |                                                       |                                                       |                                       |                                       |                                                                                    |                                                                                    |                                                                                    |                                                                                    |                                                                                    |                                                                                    |  |  |                                                          |                                                          |                                                          |                                                          |                                                          |                                                          |
|                       |                       |                       |                       |                                                                                      |                                                                                      |                                                                                      |                                                                                      |                                                                                      |                                                                                      |                                     |                                     |                                                  |                                                  |                                                  |                                                  |                                                        |                                                        |                                                        |                                                        |                                                        |                                                        |                                                    |                                                    |                                                       |                                                       |                                                       |                                                       |                                                       |                                                       |                                       |                                       |                                                                                    |                                                                                    |                                                                                    |                                                                                    |                                                                                    |                                                                                    |  |  |                                                          |                                                          |                                                          |                                                          |                                                          |                                                          |
|                       |                       |                       |                       |                                                                                      |                                                                                      |                                                                                      |                                                                                      |                                                                                      |                                                                                      |                                     |                                     |                                                  |                                                  |                                                  |                                                  |                                                        |                                                        |                                                        |                                                        |                                                        |                                                        |                                                    |                                                    |                                                       |                                                       |                                                       |                                                       |                                                       |                                                       |                                       |                                       |                                                                                    |                                                                                    |                                                                                    |                                                                                    |                                                                                    |                                                                                    |  |  |                                                          |                                                          |                                                          |                                                          |                                                          |                                                          |
|                       |                       |                       |                       |                                                                                      |                                                                                      |                                                                                      |                                                                                      |                                                                                      |                                                                                      |                                     |                                     |                                                  |                                                  |                                                  |                                                  |                                                        |                                                        |                                                        |                                                        |                                                        |                                                        |                                                    |                                                    |                                                       |                                                       |                                                       |                                                       |                                                       |                                                       |                                       |                                       |                                                                                    |                                                                                    |                                                                                    |                                                                                    |                                                                                    |                                                                                    |  |  |                                                          |                                                          |                                                          |                                                          |                                                          |                                                          |
|                       |                       |                       |                       |                                                                                      |                                                                                      |                                                                                      |                                                                                      |                                                                                      |                                                                                      |                                     |                                     | Isabel Neville (1451-1476)                       | Isabel Neville (1451-1476)                       | Isabel Neville (1451-1476)                       | Isabel Neville (1451-1476)                       | Isabel Neville (1451-1476)                             | Isabel Neville (1451-1476)                             |                                                        |                                                        |                                                        |                                                        |                                                    |                                                    |                                                       |                                                       |                                                       |                                                       |                                                       |                                                       | Anne Neville (1456-1485)              | Anne Neville (1456-1485)              | Anne Neville (1456-1485)                                                           | Anne Neville (1456-1485)                                                           | Anne Neville (1456-1485)                                                           | Anne Neville (1456-1485)                                                           |                                                                                    |                                                                                    |  |  | (1.) Edvard af Westminster (1453-1471)                   | (1.) Edvard af Westminster (1453-1471)                   | (1.) Edvard af Westminster (1453-1471)                   | (1.) Edvard af Westminster (1453-1471)                   | (1.) Edvard af Westminster (1453-1471)                   | (1.) Edvard af Westminster (1453-1471)                   |
|                       |                       |                       |                       |                                                                                      |                                                                                      |                                                                                      |                                                                                      |                                                                                      |                                                                                      |                                     |                                     | Isabel Neville (1451-1476)                       | Isabel Neville (1451-1476)                       | Isabel Neville (1451-1476)                       | Isabel Neville (1451-1476)                       | Isabel Neville (1451-1476)                             | Isabel Neville (1451-1476)                             |                                                        |                                                        |                                                        |                                                        |                                                    |                                                    |                                                       |                                                       |                                                       |                                                       |                                                       |                                                       | Anne Neville (1456-1485)              | Anne Neville (1456-1485)              | Anne Neville (1456-1485)                                                           | Anne Neville (1456-1485)                                                           | Anne Neville (1456-1485)                                                           | Anne Neville (1456-1485)                                                           |                                                                                    |                                                                                    |  |  | (1.) Edvard af Westminster (1453-1471)                   | (1.) Edvard af Westminster (1453-1471)                   | (1.) Edvard af Westminster (1453-1471)                   | (1.) Edvard af Westminster (1453-1471)                   | (1.) Edvard af Westminster (1453-1471)                   | (1.) Edvard af Westminster (1453-1471)                   |
|                       |                       |                       |                       |                                                                                      |                                                                                      |                                                                                      |                                                                                      |                                                                                      |                                                                                      |                                     |                                     |                                                  |                                                  |                                                  |                                                  |                                                        |                                                        |                                                        |                                                        |                                                        |                                                        |                                                    |                                                    |                                                       |                                                       |                                                       |                                                       |                                                       |                                                       |                                       |                                       |                                                                                    |                                                                                    |                                                                                    |                                                                                    |                                                                                    |                                                                                    |  |  |                                                          |                                                          |                                                          |                                                          |                                                          |                                                          |
|                       |                       |                       |                       |                                                                                      |                                                                                      |                                                                                      |                                                                                      |                                                                                      |                                                                                      |                                     |                                     |                                                  |                                                  |                                                  |                                                  |                                                        |                                                        |                                                        |                                                        |                                                        |                                                        |                                                    |                                                    |                                                       |                                                       |                                                       |                                                       |                                                       |                                                       |                                       |                                       |                                                                                    |                                                                                    |                                                                                    |                                                                                    |                                                                                    |                                                                                    |  |  |                                                          |                                                          |                                                          |                                                          |                                                          |                                                          |
| Edvard 4. (1442-1483) | Edvard 4. (1442-1483) | Edvard 4. (1442-1483) | Edvard 4. (1442-1483) | Edvard 4. (1442-1483)                                                                | Edvard 4. (1442-1483)                                                                |                                                                                      |                                                                                      | Edmund, jarl af Rutland (1443-1460)                                                  | Edmund, jarl af Rutland (1443-1460)                                                  | Edmund, jarl af Rutland (1443-1460) | Edmund, jarl af Rutland (1443-1460) | Edmund, jarl af Rutland (1443-1460)              | Edmund, jarl af Rutland (1443-1460)              |                                                  |                                                  | Georg Plantagenet, 1. hertug af Clarence (1449-1478)   | Georg Plantagenet, 1. hertug af Clarence (1449-1478)   | Georg Plantagenet, 1. hertug af Clarence (1449-1478)   | Georg Plantagenet, 1. hertug af Clarence (1449-1478)   | Georg Plantagenet, 1. hertug af Clarence (1449-1478)   | Georg Plantagenet, 1. hertug af Clarence (1449-1478)   |                                                    |                                                    | (2.) Richard 3. (1452-1485)                           | (2.) Richard 3. (1452-1485)                           | (2.) Richard 3. (1452-1485)                           | (2.) Richard 3. (1452-1485)                           | (2.) Richard 3. (1452-1485)                           | (2.) Richard 3. (1452-1485)                           |                                       |                                       |                                                                                    |                                                                                    |                                                                                    |                                                                                    |                                                                                    |                                                                                    |  |  |                                                          |                                                          |                                                          |                                                          |                                                          |                                                          |
| Edvard 4. (1442-1483) | Edvard 4. (1442-1483) | Edvard 4. (1442-1483) | Edvard 4. (1442-1483) | Edvard 4. (1442-1483)                                                                | Edvard 4. (1442-1483)                                                                |                                                                                      |                                                                                      | Edmund, jarl af Rutland (1443-1460)                                                  | Edmund, jarl af Rutland (1443-1460)                                                  | Edmund, jarl af Rutland (1443-1460) | Edmund, jarl af Rutland (1443-1460) | Edmund, jarl af Rutland (1443-1460)              | Edmund, jarl af Rutland (1443-1460)              |                                                  |                                                  | Georg Plantagenet, 1. hertug af Clarence (1449-1478)   | Georg Plantagenet, 1. hertug af Clarence (1449-1478)   | Georg Plantagenet, 1. hertug af Clarence (1449-1478)   | Georg Plantagenet, 1. hertug af Clarence (1449-1478)   | Georg Plantagenet, 1. hertug af Clarence (1449-1478)   | Georg Plantagenet, 1. hertug af Clarence (1449-1478)   |                                                    |                                                    | (2.) Richard 3. (1452-1485)                           | (2.) Richard 3. (1452-1485)                           | (2.) Richard 3. (1452-1485)                           | (2.) Richard 3. (1452-1485)                           | (2.) Richard 3. (1452-1485)                           | (2.) Richard 3. (1452-1485)                           |                                       |                                       |                                                                                    |                                                                                    |                                                                                    |                                                                                    |                                                                                    |                                                                                    |  |  |                                                          |                                                          |                                                          |                                                          |                                                          |                                                          |